# Mystery Girls
Mystery Girls è una sitcom statunitense trasmessa da ABC Family nel 2014, interpretata da Tori Spelling e Jennie Garth.

## Trama
Los Angeles. Negli anni 1990, le giovani Holly e Charlie erano state le protagoniste di una famosa serie poliziesca per adolescenti, Mystery Girls. Vent'anni dopo il pubblico le ha ormai dimenticate, ma mentre Charlie si è abituata alla lontananza dai riflettori, mettendo su famiglia e trascorrendo una fin troppo tranquilla vita da casalinga, Holly è ancora disperatamente aggrappata a quel poco che rimane della sua vecchia notorietà, cercando in tutti i modi di far rivivere ai fasti di un tempo.
Dopo che il caso fa reincontrare le due, Holly spinge Charlie, da par suo in cerca di un po' di brio nelle sue abitudinarie giornate, a unirsi a lei nella sua ultima iniziativa: una vera agenzia investigativa, con cui risolvere i più diversi casi basandosi sul loro retaggio televisivo. A dar loro una mano c'è il giovane aiutante Nick, un ragazzo ossessivamente appassionato dallo storico show delle sue eroine del piccolo schermo.

## Episodi
L'8 settembre 2014, ABC Family ha cancellato la sitcom al termine dell'unica stagione prodotta.
| Stagione       | Episodi | Prima TV originale | Prima TV Italia |
| -------------- | ------- | ------------------ | --------------- |
| Prima stagione | 10      | 2014               | inedita         |

## Personaggi e interpreti

### Personaggi principali
- Holly Hamilton, interpretata da Tori Spelling.
È una stellina del piccolo schermo ormai dimenticata. Vivace e svampita, apre l'agenzia investigativa Mystery Girls per cercare di recuperare un po' della sua perduta fama d'attrice.
- Charlie Contour, interpretata da Jennie Garth.
È una moglie e madre di famiglia, che si è oggi lasciata alle spalle la sua vecchia carriera nella recitazione. Donna spiritosa e dai modi pratici, decide di unirsi all'agenzia dell'amica Holly soprattutto per impressionare la figlia.
- Nick Diaz, interpretato da Miguel Pinzon.
È un ragazzo dell'Ohio, grande fan della storica serie Mystery Girls, che convince le sue due eroine Holly e Charlie ad assumerlo come aiutante nella loro agenzia investigativa.

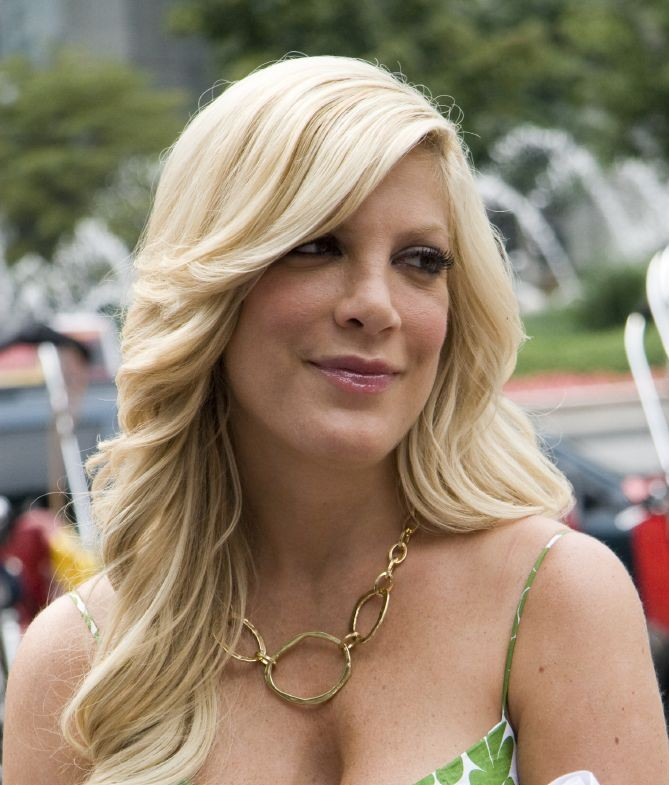
Tori Spelling è Holly Hamilton
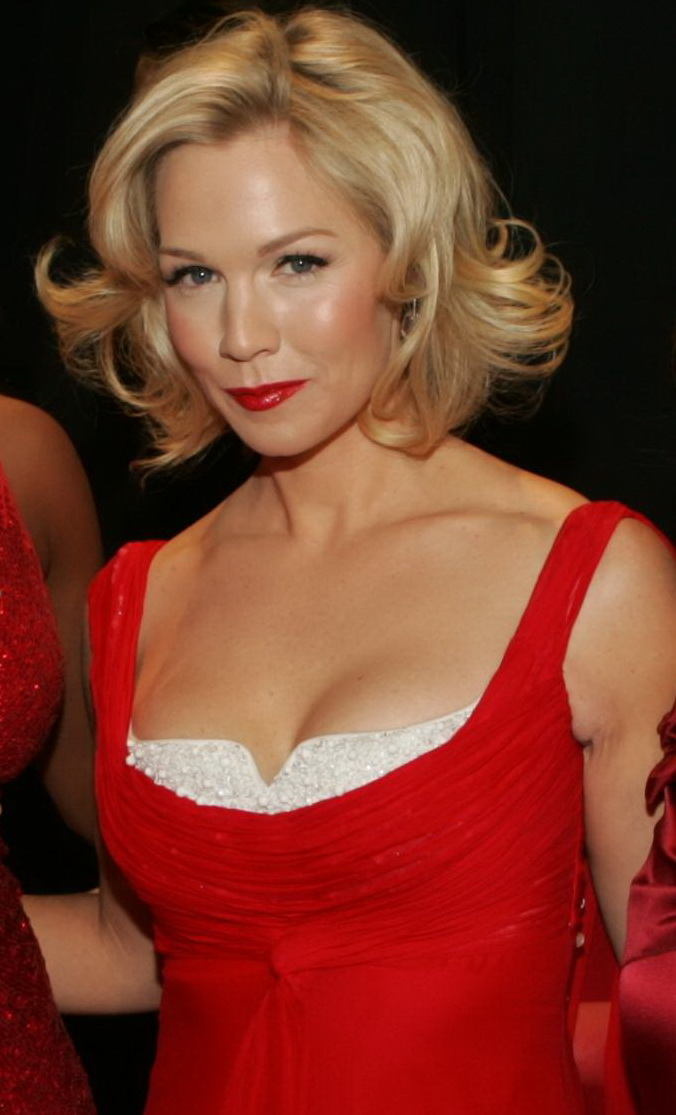
Jennie Garth è Charlie Contour

### Personaggi secondari
- Michael, interpretato da Adam Mayfield.
È il marito di Charlie.